# Uli Boll
Uli Boll (* 1962 in Blasiwald) ist ein ehemaliger deutscher Skispringer.

## Werdegang
Boll, der für den SC Blasiwald startete, bestritt sein erstes Springen im Weltcup am 30. Dezember 1980 in Oberstdorf. Auf der Großschanze wurde er 35. und verpasste so die ersten Weltcup-Punkte nur knapp. In seinem zweiten Springen am 1. Januar 1981 in Garmisch-Partenkirchen gelang ihm mit Platz 11 erstmals der Sprung in die Weltcup-Punkte. Die folgende Saison 1981/82 war die erfolgreichste für Boll. So konnte er am 23. Januar 1982 in Thunder Bay mit Platz 5 das beste Resultat seiner Karriere erzielen. Trotz wechselnder Ergebnisse stand er am Ende auf Platz 42 in der Weltcup-Gesamtwertung. 1985 wurde Boll auf der Normalschanze in Braunlage Deutscher Meister. Bei der Skiflug-Weltmeisterschaft 1985 in Planica erreichte Boll den 33. Platz. In den folgenden Jahren konnte er an seine Leistung nicht mehr anknüpfen und beendete nach der Vierschanzentournee 1986/87 seine aktive Karriere.
Uli Boll ist Sohn von Erich Boll, der über Jahre Verantwortlicher des SC Blasiwald für die Abteilung Skispringen war. Sein älterer Bruder Klaus Boll war ebenfalls als Skispringer aktiv.

## Erfolge

### Weltcup-Platzierungen
| Saison  | Platz | Punkte |
| ------- | ----- | ------ |
| 1980/81 | 70.   | 05     |
| 1981/82 | 42.   | 11     |
| 1983/84 | 67.   | 04     |
| 1984/85 | 57.   | 05     |